# 中华花群海葵
中华花群海葵（学名：Zoanthus sinensis）为群体海葵科花群海葵属的动物。在中国，分布于南海等海域，群体横卧于珊瑚礁凹陷处。该物种的模式产地在西沙广金岛。
其种加词“sinensis”意为“中华的”。